# 33. Unterseebootsflottille
La 33. Unterseebootsflottille est la 33e flottille de sous-marins allemands de la Kriegsmarine pendant la Seconde Guerre mondiale.
Formée à Flensburg en Allemagne en septembre 1944 comme flottille de combat (Frontflottille), elle est sous le commandement du korvettenkapitän Georg Schewe (en).
La flottille est constituée d'U-Boote regroupés après les pertes des bases sous-marines françaises.
Son activité prend fin en mai 1945, avec la capitulation allemande.

## Affectations
- Septembre 1944 à mai 1945 : Flensburg.

## Commandement
| Nom               | Grade            | Début          | Fin          |
| Georg Schewe (en) | Fregattenkapitän | Septembre 1944 | Octobre 1944 |
| Günther Kuhnke    | Fregattenkapitän | Octobre 1944   | Mai 1945     |

## Unités
La flottille a reçu 76 unités durant son service, comprenant des U-boots de type VII C, de type IX C, C/40 et D et de type X B.
Unités de la 33. Unterseebootsflottille:
- U-155, U-168, U-170, U-181, U-183, U-190, U-195, U-196
- U-219, U-234, U-245, U-260, U-262, U-267, U-281
- U-309, U-382, U-398
- U-510, U-516, U-518, U-530, U-532, U-534, U-537, U-539, U-541, U-546, U-547, U-548
- U-714, U-758, U-763
- U-802, U-804, U-805, U-806, U-843, U-853, U-857, U-858, U-861, U-862, U-864, U-866, U-868, U-869, U-870, U-873, U-874, U-875, U-877, U-878, U-879, U-880, U-881, U-889
- U-953, U-989
- U-1106, U-1170, U-1205, U-1221, U-1223, U-1226, U-1227, U-1228, U-1230, U-1231, U-1232, U-1233, U-1235, U-1271, U-1305
- UIT-24, UIT-25